# Pellegriniodendron diphyllum
Genre
Espèce
Classification phylogénétique
Statut de conservation UICN

NT : Quasi menacé
Pellegriniodendron diphyllum est une espèce de plantes à fleurs dicotylédones de la famille des Fabaceae, sous-famille des Caesalpinioideae, originaire d'Amérique du Sud. C'est l'unique espèce acceptée du genre Pellegriniodendron (genre monotypique).

## Étymologie
Le nom générique, « Pellegriniodendron », est un hommage à François Pellegrin (1881-1965), botaniste français, avec le suffixe grec δένδρον (dendron), « arbre ».

## Synonymes
Selon GRIN (25 novembre 2018) :
- Gilbertiodendron diphyllum (Harms) Estrella & Devesa
- Macrolobium diphyllum Harms
- Pellegriniodendron diphyllum (Harms) J. Léonard